# Aliança dos Povos da Floresta
A Aliança dos Povos da Floresta é um movimento social brasileiro que surgiu na década de 1980, unindo seringueiros, indígenas e outras populações tradicionais da Amazônia em uma luta comum pela preservação de seus territórios e recursos naturais. O movimento foi fundamental na defesa dos direitos dessas populações e na conscientização sobre a importância da conservação ambiental.

## História

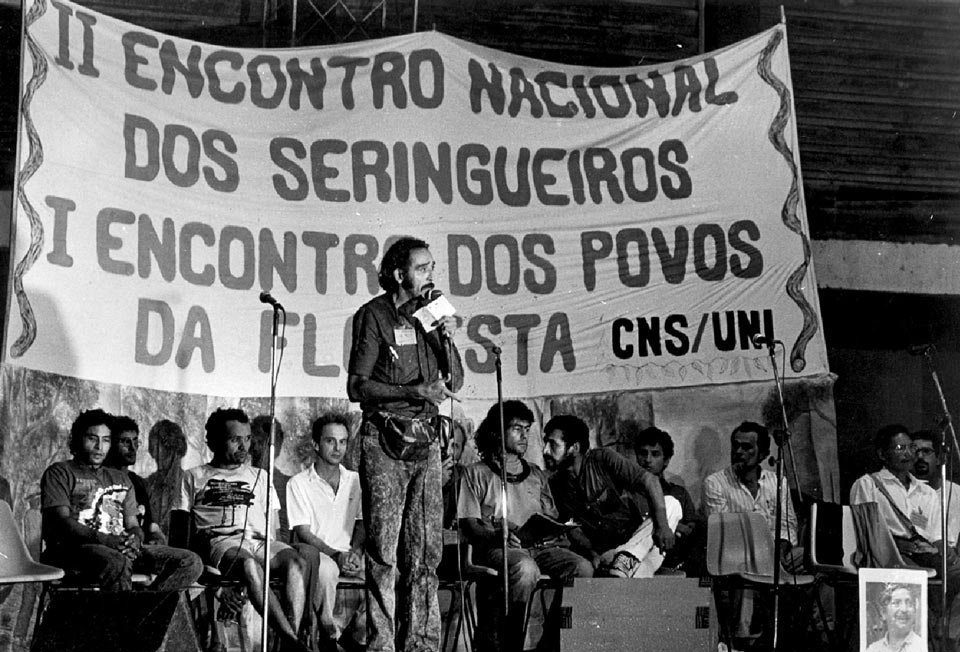
II Encontro Nacional dos Seringueiros e I Encontros dos Povos da Floresta, março de 1989.

### Origem e Fundação
A Aliança dos Povos da Floresta surgiu na década de 1980 a partir da união de sindicalistas extrativistas, como Chico Mendes, seringueiro e líder sindical que dedicou sua vida à defesa da floresta e dos povos que dela dependem e líderes indígenas, como Ailton Krenak, que vinha desempenhando papel importante nas discussões sobre a questão indígena na Assembleia Constituinte.  A Aliança dos Povos da Floresta foi formalizada em 1987, durante o 1º Encontro Nacional dos Seringueiros, realizado em Brasília. O encontro foi organizado pelo Conselho Nacional dos Seringueiros (CNS), uma organização que nasceu da necessidade de defender os interesses dos seringueiros frente ao avanço do desmatamento e da exploração predatória da floresta amazônica e na construção de uma nova politização dos padrões de organização social e ambiental da Amazônia.
A criação da Aliança representou um marco histórico ao unir seringueiros e indígenas, reconhecendo que ambos enfrentavam desafios semelhantes na luta contra o desmatamento e pela garantia de seus direitos territoriais. Essa união foi estratégica para fortalecer a resistência contra as ameaças impostas por grandes projetos de desenvolvimento que desconsideravam as necessidades e os direitos das populações que viviam nos territórios dos biomas ameaçados.

### Primeiras Conquistas e Reconhecimento
Em 1988, ano seguinte à sua fundação, o líder Chico Mendes foi assassinado em Xapuri. Apesar disso, a Aliança dos Povos da Floresta conseguiu importantes vitórias, sendo uma das mais significativas a criação das Reservas Extrativistas (Resex), uma categoria de unidade de conservação que garante o uso sustentável dos recursos naturais pelas populações tradicionais. A primeira Reserva Extrativista, a Resex Chico Mendes, foi criada em 1990 no Acre, em homenagem ao líder seringueiro assassinado. Além disso, a Aliança teve um papel crucial na internacionalização da luta pela preservação da Amazônia, ganhando reconhecimento global por seu papel pressionando o governo brasileiro e empresas a adotarem práticas mais sustentáveis.
A partir de 1993, a Aliança começou a se desarticular tanto em nível nacional. A morte de Chico Mendes deixou um vácuo de liderança, e as disputas internas entre o movimento indígena e o Conselho Nacional dos Seringueiros (CNS) enfraqueceram a coesão do movimento.

### Retomada e Reorganização (2005-2010)
Em 2005, um grupo de trabalho interno da rede Grupo de Trabalho Amazônico (GTA) sugeriu a retomada da Aliança dos Povos da Floresta. Em 2007, representantes do Conselho Nacional dos Seringueiros, da Coordenação das Organizações Indígenas da Amazônia Brasileira (Coiab) e do GTA se reuniram em Santarém, no Pará, para discutir a proposta.
Em maio do mesmo ano, foi realizado o I Seminário de Mudanças Climáticas em Manaus, seguido pelo II Encontro Nacional dos Povos da Floresta em Brasília. A Carta dos Povos da Floresta, resultado desse encontro, reivindicava alternativas para remunerar os povos das florestas por seus serviços ambientais.